# Komarowszczyzna (obwód miński)
Komarowszczyzna (biał. Камароўшчына, Kamarouszczyna; ros. Комаровщина, Komarowszczina; hist. pol. Komarówka; ros. Комаровка, Komarowka) – wieś na Białorusi, w obwodzie mińskim, w rejonie dzierżyńskim, w sielsowiecie Niehorele.

## Historia
W XIX i w początkach XX w. zaścianek szlachecki położony w Rosji, w guberni mińskiej, w powiecie mińskim.
Po I wojnie światowej pod administracją polską, w Zarządzie Cywilnym Ziem Wschodnich, w okręgu mińskim, w powiecie mińskim.
W wyniku postanowień traktatu ryskiego znalazła się w granicach Związku Sowieckiego. W latach 1932–1937 w Polskim Rejonie Narodowym im. Feliksa Dzierżyńskiego. Od 1991 w niepodległej Białorusi.